# María Guggiari Echeverría
Chân phước María Guggiari Echeverría (12 tháng 1 năm 1925 - 28 tháng 4 năm 1959) - tên tu sĩ María Felicia de Jesús Sacramentado - là một nữ tu của Giáo hội Công giáo Rôma người Paraguay thuộc Dòng Camêlô Đi Chân Đất. Bà sử dụng thời niên thiếu của mình để tham gia, trở thành thành viên của Công giáo Tiến hành. Echeverría bước vào đời sống tu trì bất chấp sự phản đối của cha mẹ cô và bạn thân Saua Angel - một người bạn trong Công giáo Tiến hành, người sau đó trở thành linh mục.
Án phong thánh của Guggiari Echeverría bắt đầu dưới thời Giáo hoàng Gioan Phaolô II năm 1997 sau khi bà được gọi là Tôi tớ Chúa và sự xác nhận đức hạnh anh hùng đã dẫn đến việc Giáo hoàng Biển Đức XVI công nhận danh hiệu Đấng đánh kính vào ngày 27 tháng 3 năm 2010. Giáo hoàng Phanxicô đã xác nhận việc phong chân phước của bà và việc tôn phong này chính thức được cử hành vào ngày 23 tháng 6 năm 2018.

## Đời sống
María Guggiari Echeverría sinh năm 1925 tại Guairá Department, là người đầu tiên trong số bảy người con của Ramón Guggiari (sinh ngày 10 tháng 11 năm 1895) và María Arminda Echeverría (sinh ngày 21 tháng 5 năm 1904). Cha bà thường gọi bà là "Chiquitunga". Các anh chị em của bà bao gồm anh trai bà Federico Augusto Ramón Guggiari Echeverría và chị em giá María Teresa Arminda và Mañica González Raveti và bốn người khác.
Bà chịu phép rửa tội vào ngày 28 tháng 2 năm 1929 và thực hiện nghi lễ Rước lễ lần đầu sau đó ngày 8 tháng 12 năm 1937.
Năm 1941, bà trở thành một thành viên của phong trào Công giáo Tiến hành - bất chấp sự phản đối của cha mẹ bà đối với tổ chức này và bà cống hiến mình cho phong trào thông qua việc chăm sóc người nghèo và những người đau khổ trong khi cũng đóng vai trò làm giáo lý viên cho trẻ em. Bà gặp linh mục linh hướng cho mình là Julio Cesar Duarte Ortella vào tháng 2 năm 1941. Đó là thời gian bà hoạt động trong phong trào và yêu sinh viên y khoa Saua Angel. Tuy vậy, bà bắt đầu tự hỏi nếu Thiên Chúa muốn bà cưới như cha mẹ của Thánh Thérèse của Lisieux người thề giự gìn trinh tiết trong đời sống hôn nhân. Echeverría chờ đợi ý muốn của Chúa để thể hiện bản thân và sau đó Angel nói với bà vào tháng 5 năm 1951 rằng ông cảm thấy được gọi đảm nhận một đời sống tu trì. Bà cung cấp bất kỳ sự trợ giúp nào anh cần và giúp Angel giấu việc này khỏi cha anh - một tín hữu Hồi giáo - vì vậy bà chia tay Angel, rời Madrid để tiếp tục nghiên cứu và tiếp tục phân định ơn gọi của anh. Bà đã thực hiện một lời thề để giữ bình tĩnh trong tháng 10 năm 1942. Năm 1947 - do bất ổn dân sự - cha bà và anh trai Federico đã được gửi đến Posadas ở Argentina trong một thời gian ngắn.
Vào tháng 2 năm 1950, bà và cha mẹ bà chuyển đến thủ đô của đất nước. Người bạn của bà đã khởi hành đến châu Âu vào tháng 4 năm 1952 và sau đó quyết định trở thành linh mục vào tháng 11 năm 1952, là một động lực thúc đẩy bà phân định ơn gọi tu trì (bà đã viếng thăm tu viện của Dòng Carmel vào ngày 20 tháng 8 năm 1952) mặc dù vào năm 1953, bà bị cha mẹ phản đối. Vào tháng 1 năm 1954, bà bắt đầu một thời gian tịnh tâm. Bất chấp sự chống đối này, bà đã bước vào Dòng Carmelô Đi Chân Đất vào ngày 2 tháng 2 năm 1955 và nhận áo dòng vào ngày 14 tháng 8 năm 1955. Bà cử hành lời khấn đầu vào ngày 15 tháng 8 năm 1956 và nhận tên tu sĩ mới. Bà đã viết khoảng 48 bức thư gửi cho linh mục Angel trong thời gian bà là tu sĩ.
Vào ngày 7 tháng 1 năm 1959, bà bị bệnh viêm gan nhiễm trùng và bị buộc phải chuyển đến một nhà điều dưỡng để hồi phục sau khi bị bệnh; bà hộc máu lần đầu tiên vào ngày 28 tháng 3 năm 1959 - Thứ Bảy Tuần Thánh. Vào ngày 28 tháng 4 năm 1959 ở Asunción, bà qua đời. Di hài của bà đã được di dời vào ngày 28 tháng 4 năm 1993.